# 河本明人
河本 明人（かわもと あきと、1990年5月1日 - ）は、滋賀県甲賀市出身のプロサッカー選手。ポジションは、フォワード（FW）。

## 来歴
流通経済大学付属柏高校時代、2年時に高円宮杯全日本ユース(U-18)、全国高校選手権を制し2冠を達成した。
高校卒業後は流通経済大学に進学。2011年、中国・深圳で行われた夏季ユニバーシアードではユニバーシアード日本代表に選ばれ、チームの優勝に貢献。5得点の活躍で大会MVPを受賞した。
2013年より、新加入選手としてはクラブ史上最長となる3年契約でヴァンフォーレ甲府に入団。開幕戦のベガルタ仙台戦に途中出場しデビュー。この試合で早速アシストを記録する。4月10日のヤマザキナビスコカップ第4節大宮アルディージャ戦でプロ初得点を含む2得点を挙げる。リーグ戦でも途中出場で出場機会を得ていたが、先発出場のチャンスは掴めずにいた。そんな中チームが不調に陥ったこともありシステム変更を敢行。新たに用いられたシャドーの一角として8月3日のセレッソ大阪戦でリーグ戦初先発し、決勝点となるリーグ初得点を記録。このゴールにより1-0で勝利した甲府は、J1でのチームワースト記録である8連敗から脱出する。また自身もこのゴールをきっかけに大きく出場機会を伸ばし、以降は柏レイソル戦を除くすべての試合に先発出場した。結局ルーキーイヤーとなる2013年は24試合(15先発)1得点という成績でシーズンを終えた。
2015年、栃木SCへ期限付き移籍。
2017年シーズン終了後、契約満了により甲府を退団した。2018年3月28日、東京ユナイテッドFCへ移籍。同年シーズンには、関東サッカーリーグ1部ベストイレブンに選出される活躍を見せた。
2020年、南葛SCへ移籍。
2024年8月、東京ユナイテッドFCへ復帰。
2025年、スペリオ城北　へ移籍

## 所属クラブ
ユース経歴
- 1998年 - 2002年 希望ヶ丘サッカースポーツ少年団 (甲賀市立希望ケ丘小学校)
- 2003年 - 2005年 甲賀市立甲南中学校
- 2006年 - 2008年 流通経済大学付属柏高等学校
- 2009年 - 2012年 流通経済大学

プロ経歴
- 2013年 - 2017年  ヴァンフォーレ甲府
  - 2015年  栃木SC (期限付き移籍)
- 2018年 - 2019年  東京ユナイテッドFC
- 2020年 - 2024年6月  南葛SC
- 2024年8月 -  東京ユナイテッドFC

## 個人成績
| 国内大会個人成績 | 国内大会個人成績 | 国内大会個人成績 | 国内大会個人成績 | 国内大会個人成績                               | 国内大会個人成績 | 国内大会個人成績 | 国内大会個人成績 | 国内大会個人成績 | 国内大会個人成績 | 国内大会個人成績 | 国内大会個人成績 |
| 年度             | クラブ           | 背番号           | リーグ           | リーグ戦                                       | リーグ戦         | リーグ杯         | リーグ杯         | オープン杯       | オープン杯       | 期間通算         | 期間通算         |
| 年度             | クラブ           | 背番号           | リーグ           | 出場                                           | 得点             | 出場             | 得点             | 出場             | 得点             | 出場             | 得点             |
| 日本             | 日本             | 日本             | 日本             | リーグ戦                                       | リーグ戦         | リーグ杯         | リーグ杯         | 天皇杯           | 天皇杯           | 期間通算         | 期間通算         |
| ---------------- | ---------------- | ---------------- | ---------------- | ---------------------------------------------- | ---------------- | ---------------- | ---------------- | ---------------- | ---------------- | ---------------- | ---------------- |
| 2009             | 流経大           | -                | JFL              | 15                                             | 1                | -                | -                | 0                | 0                | 15               | 1                |
| 2010             | 流経大           | -                | JFL              | 4                                              | 0                | -                | -                | 1                | 0                | 5                | 0                |
| 2013             | 甲府             | 15               | J1               | 24                                             | 1                | 6                | 2                | 3                | 0                | 33               | 3                |
| 2014             | 甲府             | 15               | J1               | 16                                             | 0                | 4                | 1                | 1                | 0                | 21               | 1                |
| 2015             | 栃木             | 13               | J2               | 24                                             | 6                | -                | -                | 1                | 0                | 25               | 6                |
| 2016             | 甲府             | 13               | J1               | 17                                             | 0                | 3                | 1                | 0                | 0                | 20               | 1                |
| 2017             | 甲府             | 13               | J1               | 15                                             | 1                | 6                | 2                | 1                | 0                | 22               | 3                |
| 2018             | 東京U            | 19               | 関東1部          | 11                                             | 6                | -                | -                | -                | -                | 11               | 6                |
| 2019             | 東京U            | 11               | 関東1部          | 11                                             | 4                | -                | -                | -                | -                | 11               | 4                |
| 2020             | 南葛             | 33               | 東京都1部        |                                                |                  | -                | -                | -                | -                |                  |                  |
| 2021             | 南葛             | 33               | 関東2部          | 14                                             | 5                | -                | -                | -                | -                | 14               | 5                |
| 2022             | 南葛             | 33               | 関東1部          | 6                                              | 0                | -                | -                | -                | -                | 6                | 0                |
| 2023             | 南葛             | 33               | 関東1部          | 6                                              | 1                | -                | -                | -                | -                | 6                | 1                |
| 2024             | 南葛             | 33               | 関東1部          | 0                                              | 0                | -                | -                | -                | -                | 0                | 0                |
| 通算             | 日本             | 日本             | J1               | 72                                             | 2                | 19               | 6                | 5                | 0                | 96               | 8                |
| 通算             | 日本             | 日本             | J2               | 24                                             | 6                | -                | -                | 1                | 0                | 25               | 6                |
| 通算             | 日本             | 日本             | JFL              | 19                                             | 1                | -                | -                | 1                | 0                | 20               | 1                |
| 通算             | 日本             | 日本             | 関東1部          | 12                                             | 1                | -                | -                | -                | -                | 12               | 1                |
| 通算             | 日本             | 日本             | 関東2部          | 14                                             | 5                | -                | -                | -                | -                | 14               | 5                |
| 通算             | 日本             | 日本             | 東京都1部        | \|\|\|\|colspan="2"\|-\|\|colspan=2\|-\|\|\|\| |                  |                  |                  |                  |                  |                  |                  |
| 総通算           | 総通算           | 総通算           | 総通算           | 163                                            | 25               | 19               | 6                | 7                | 0                | 189              | 31               |

- Jリーグ初出場 - 2013年3月2日 J1第1節 vsベガルタ仙台 (ユアテックスタジアム仙台)
- 公式戦初得点 - 2013年4月10日 ナビスコ杯予選リーグ第4節 vs大宮アルディージャ (NACK5スタジアム大宮)
- Jリーグ初得点 - 2013年8月3日 J1第19節 vsセレッソ大阪 (キンチョウスタジアム)

## タイトル

### クラブ
流通経済大学付属柏高校
- 高円宮杯全日本ユース(U-18)サッカー選手権大会 (2007年)
- 全国高等学校サッカー選手権大会 (2007年)
- 全国高等学校総合体育大会サッカー競技大会 (2008年)

流通経済大学
- 関東大学サッカーリーグ戦 (2009年)

### 代表
ユニバーシアード日本代表
- 夏季ユニバーシアード (2011年)

### 個人
- 夏季ユニバーシアード MVP (2011年)

## 代表歴
- ユニバーシアード日本代表
  - 第26回夏季ユニバーシアード